# Monkberry Moon Delight
Monkberry Moon Delight — песня Пола и Линды Маккартни с альбома Ram.

## Смысл песни
Пол Маккартни говорил по поводу названия песни:
Когда мои дети были маленькими, они почему-то называли молоко (англ. milk) словом «monk» (с англ. — «монах»). Я нахожу это удивительным, как дети могут придумывать такие подходящие названия для предметов и напитков. Кроме того, мы с Линдой, шутя, до сих пор иногда называем молоко этим названием.

Таким образом, слово «monk» обозначает именно молоко, а «monkberry moon delight» — напиток, чем-то похожий на «Любовное зелье № 9». Отсюда и строчка в песне: «sucking monkberry moon delight». Это такой фантастический молочный коктейль.

## Мелодия
Песня написана в тональности до минор. Вокал Пола Маккартни сопровождается аккордовой прогрессией, состоящей из аккордов Cm, Gm7 и G7. В припеве, пение Линды и Пола поддерживается аккордами Cm и Fm. Далее идёт гармоническая последовательность A♭7-G7-Cm, где A♭7 является увеличенным секстаккордом. Грубый вокал Пола Маккартни был вдохновлён Скримин Джеем Хокинсом, который, в свою очередь, в 1973 году выпустил кавер на эту песню.

## Критика
После выхода альбома, Энтони Бут из The Kingston Whig-Standard назвал песню «мусором», в отличие от других композиций альбома.
В 2020 году журнал Rolling Stone поместил «Monkberry Moon Delight» на 22-е место в своём рейтинге 40 величайших песен Маккартни за всю его сольную карьеру. Составители списка назвали композицию одной из «гениальных, но недооценённых песен» Маккартни.
Дэйв Суонсон, журналист Ultimate Classic Rock назвал «Monkberry Moon Delight» самой недооценённой песней Маккартни, отметив, что у неё «энергичный ритм и причудливый бэк-вокал».

## Участники записи
- Пол Маккартни — лид-вокал, бас-гитара, фортепиано[1]
- Линда Маккартни — бэк-вокал[1]
- Дэвид Спиноза или Хью Маккракен — гитара[1]
- Денни Сайвелл — барабаны[1]
- Хизер Маккартни — бэк-вокал[8]

## Кавер-версии
В 1972 году багамский музыкант Exuma записал кавер-версию песни, которая вошла в его альбом Reincarnation. 
В 1973, Скримин Джей Хокинс также записал кавер-версию песни и выпустил её как сингл.